# Sclerophylax difulvioi
Sclerophylax difulvioi là loài thực vật có hoa trong họ Cà. Loài này được Del Vitto & Petenatti mô tả khoa học đầu tiên năm 2001.